# Anna Maria Niemeyer
Anna Maria Niemeyer (Rio de Janeiro, 1930 — Rio de Janeiro, 6 de junho de 2012) foi uma arquiteta, designer e galerista brasileira. Única filha do renomado arquiteto Oscar Niemeyer, trabalhou com o pai na construção de Brasília, tendo sido responsável pela decoração de interiores de diversos edifícios públicos da cidade. Nos anos setenta, criou uma linha de móveis, exposta em diversas instituições do Brasil e do exterior. Em 1977, fundou a Galeria Anna Maria Niemeyer, um tradicional espaço voltado à difusão e comercialização de arte contemporânea no Rio de Janeiro.

## Vida e obra
De origem étnica diversa e plural, Anna Maria Niemeyer nasceu em 1930, fruto da união de Oscar Niemeyer e Annita Baldo. Dedicou-se desde cedo à decoração de interiores, colaborando em projetos do pai. Nos anos sessenta, foi funcionária da Novacap (Companhia Urbanizadora da Nova Capital do Brasil), projetando a ambientação interna dos edifícios públicos de Brasília, como a sede do Congresso Nacional, a sede do Supremo Tribunal Federal, o Palácio do Planalto e o Palácio da Alvorada. Residiu na capital federal entre 1960 e 1973.
Nos anos setenta, novamente em colaboração com o pai, projetou uma linha de móveis, produzidos simultaneamente no Brasil e na Itália. A parceria rendeu exposições em diversos museus brasileiros e em renomadas mostras e instituições internacionais, como o Centro Georges Pompidou, o Salão de Paris, o Salão Internacional do Móvel de Milão, o Chiöstro Grande de Florença, o Salone Del Móbile de Pádua, a Feira Internacional de Colônia e a Organização das Nações Unidas em Nova Iorque.
No Rio de Janeiro, fundou a Galeria Anna Maria Niemeyer, inaugurada em 13 de outubro de 1977, a princípio no Leblon, transferindo-a posteriormente para Gávea. No comando da galeria, gerenciou, coordenou e organizou mais de 300 exposições individuais e coletivas. A galeria ocupa hoje dois espaços na Gávea, na Praça Santos Dumont e na Rua Marquês de São Vicente, responsáveis por manter eventos artísticos, lançamentos e representação comercial de diversos artistas, como Victor Arruda e Chico Cunha. Anna Maria Niemeyer coordenou ainda, nos anos noventa, o projeto de decoração do Museu de Arte Contemporânea de Niterói.
Morreu em 2012 de enfisema, deixando quatro filhos. Seu pai morreu meses depois aos 104 anos de idade. Está sepultada no Cemitério de São João Batista.
Por ocasião de sua morte, a Galeria Anna Maria Niemeyer decretou luto de dez dias.